# PIJ-maatregel
Een PIJ-maatregel is een maatregel in het Nederlands jeugdstrafrecht, bestaande uit jeugddetentie met intensieve begeleiding. "PIJ" staat voor "Plaatsing in een Inrichting voor Jeugdigen". De maatregel staat ook wel bekend als Jeugd-tbs, maar dit is geen officiële term.

## Wanneer PIJ
De rechter kan deze maatregel opleggen aan jeugdigen (tot 18 jaar) en onder voorwaarden aan jongvolwassenen (18 tot 23 jaar), als voldaan is aan drie cumulatieve vereisten die in artikel 77s Wetboek van Strafrecht staan, te weten:
1. indien zij een misdrijf hebben gepleegd waarop vier jaar of meer gevangenisstraf staat, of een van de specifiek omschreven misdrijven in artikel 132, artikel 285(1), artikel 285b, artikel 395 Wetboek van Strafrecht, artikel 175(2)(b) en (3) Wegenverkeerswet of artikel 11(2) Opiumwet;
2. indien de veiligheid van anderen dan wel de algemene veiligheid van personen of goederen het opleggen van die maatregel eist, en;
3. indien de maatregel in het belang is van een zo gunstig mogelijke verdere ontwikkeling van de verdachte.

De maximale straf in het jeugdstrafrecht is 2 jaar jeugddetentie. Als de rechter van mening is dat intensieve begeleiding nodig is om herhaling van het misdrijf te voorkomen wordt een PIJ-maatregel opgelegd. Een PIJ-maatregel wordt opgelegd voor drie jaar. De maatregel kan telkens met maximaal twee jaar verlengd worden tot een maximum van zeven jaar indien de maatregel in eerste instantie was opgelegd voor een misdrijf dat gericht is tegen of gevaar veroorzaakt voor de onaantastbaarheid van het lichaam van één of meer personen. Het laatste jaar van de maatregel is in beginsel steeds voorwaardelijk.

## Proefverlof (STP)
Een proefverlof is voor PIJ'ers die weer in de maatschappij terugkeren. Hieraan gaat een periode van eerst begeleid en later onbegeleid verlof vooraf voordat PIJ'ers met proefverlof gaan. Als het proefverlof in gaat, wonen de PIJ'ers buiten de instelling waar ze zijn behandeld. Wanneer het proefverlof goed verloopt kan de rechter het proefverlof opheffen en het voorwaardelijke jaar in laten gaan (voorwaardelijke beëindiging). Het proefverlof kan verlengd worden tot in totaal maximaal acht jaar. Tijdens het proefverlof staan PIJ'ers onder toezicht van de inrichting waar deze behandeld wordt. Als de maatregel wordt opgeheven en het voorwaardelijke jaar ingaat staan PIJ'ers onder toezicht van de reclassering.

## Verloop van een PIJ-maatregel
Wanneer een jongen/meisje jeugddetentie krijgt (ook wel jeugdgevangenisstraf genoemd) zit hij/zij in een groep voor gedetineerden, en als hij/zij daarbij een PIJ-maatregel heeft gekregen gaan zij na de straf naar een behandelgroep in de jeugdgevangenis of naar een behandelkliniek. In de behandelgroep wordt hij of zij geobserveerd / behandeld door de groepsleiding aan de hand van een behandelplan opgesteld door een gedragskundige of psychiater. Een jongen/meisje heeft een kernproblematiek, en daar moet hij/zij mee aan de slag. Als een jongen/meisje goed aan de behandeling mee werkt en geen direct gevaar voor de maatschappij is wordt er een begeleide verlofstatus aangevraagd. Als hij/zij die goed doorloopt kan er een onbegeleide verlofstatus aangevraagd worden. En als hij/zij deze statussen goed doorlopen heeft en er weinig tot geen recidivekans meer is kan diegene worden overgeplaatst naar een Open Inrichting.
In een behandelkliniek worden deze stappen naar terugkeer naar de maatschappij alle doorlopen zonder overplaatsing naar elders. Dit met uitzondering van het proefverlof dat buiten de kliniek plaatsvindt.

## Wanneer een PIJ-maatregel
Er wordt een onderzoek gedaan door twee personen (een gedragskundige zoals een psycholoog en een psychiater), ook wel een PO-onderzoek genoemd (Persoonlijkheidsonderzoek). Wanneer er volgens hen sprake is van een gedragsstoornis of een psychiatrische stoornis, wordt er vaak een PIJ geadviseerd door de onderzoekers. Daarnaast is er sprake van recidivegevaar en moet de PIJ-maatregel in het belang zijn van de ontwikkeling van de jeugdige. Een jongere kan in meer of mindere mate verminderd toerekeningsvatbaar zijn. Wanneer de rechter oordeelt dat er sprake is van volledige toerekeningsvatbaarheid kan maximaal 2 jaar jeugddetentie opgelegd worden. Is de verdachte ouder dan 16 jaar dan kan de rechter bepalen dat diegene een volwassenensanctie opgelegd krijgt (artikel 77b Wetboek van Strafrecht).

## Effectiviteit
Het WODC concludeert op basis van onderzoek naar de PIJ-maatregel tussen 2006-2011 dat er weinig bekend is over gedragsverandering van jongeren na beëindiging van de PIJ-maatregel. Een tweede constatering van het WODC is dat er sprake is van een hoge mate van recidive, maar dat het gepleegd delict na de recidive minder ernstig is dan het delict waarvoor de maatregel werd opgelegd. De onderzoekers van het WODC wijzen er hierbij wel op dat de maatregel bij zeer ernstige delicten wordt opgelegd, waardoor de kans dat zij daarna een delict van vergelijkbare zwaarte plegen niet groot is. Er zou, aldus het WODC-onderzoek sprake zijn van 55% tot 60% recidive binnen de twee jaar. Voor zeer ernstige delicten ligt het percentage recidivisten tussen de 15% en de 20%.